# TSAC
TSAC - bezpłatny, stratny kodek dźwięku, przeznaczony do kompresji muzyki, oparty na sieciach neuronowych, zaprezentowany w 2024 roku. 
Autorem jest Fabrice Bellard. Kod jest rozpowszechniany na licencji MIT.
Jest to zmodyfikowana wersja Descript Audio Codec, dodająca stereo i zwiekszająca poziom kompresji dzięki zastosowaniu architektury transformator. Kodek wymaga procesora z AVX2 lub GPU Nvidia Ampere, ADA lub Hopper GPU z 4 GB  RAM.
```
Model Transformer jest zaprojektowany w sposób deterministyczny i powtarzalny. Stąd wynik nie zależy od dokładnego modelu GPU lub CPU ani od liczby skonfigurowanych wątków. Ten kluczowy punkt zapewnia, że skompresowany plik można zdekompresować przy użyciu innej konfiguracji sprzętowej lub programowej. /Fabrice Bellard/
[
4
]
```

Wspierane przepływności:
- ~0.45-5.5 kbps (mono) 44.1 kHz
- ~0.6-7.5 kbps (stereo) 44.1 kHz